# Jinxiang
För andra betydelser, se Jinxiang (olika betydelser).
Jinxiang, tidigare romaniserat Kinsiang, är ett härad som lyder under Jinings stad på prefekturnivå i Shandong-provinsen i norra Kina. Den ligger omkring 190 kilometer söder om provinshuvudstaden Jinan. 
Orten är särskilt känd för sin produktion av vitlök.

## Källa
1. ↑  http://www.geohive.com/cntry/cn-37.aspx
2. ↑  ”worldpostmarks.net”. Arkiverad från originalet den 2 januari 2015. https://web.archive.org/web/20150102101710/http://worldpostmarks.net/HTML%20Countries/china.htm. Läst 22 juli 2015.
3. ↑  ”中国大蒜之乡蒜农信息战 2009-12-05”. Arkiverad från originalet den 6 april 2016. https://web.archive.org/web/20160406032826/http://news.163.com/09/1205/23/5PQB5J6V00011SM9.html. Läst 28 januari 2016.